# Ernee 't Hooft
Ernestine Pauline (Ernee) 't Hooft (Amsterdam, 8 juni 1911 – november 2004) was een Nederlandse textielkunstenares. Zij is de belangrijkste Nederlandse representant van de zogenaamde Duitse school.

## Biografie
Ernee 't Hooft werd op 8 juni 1911 geboren als dochter van Pauline Ernestine Spakler en Cornelis Gerardus 't Hooft, schilder en conservator van Museum Fodor te Amsterdam. Zij volgde een opleiding tot illustrator aan de University of Reading en leerde monumentaal tekenen aan de Rijksakademie voor Beeldende Kunsten te Amsterdam o.l.v. J.H. Jurres en bij R.N. Roland Holst. Na enkele jaren bij de schilder Nico Eekman te Parijs en bij Emmy Zweybrück-Prochaska te Wenen te hebben gewerkt, vervolgde zij haar opleiding aan de Rijksacademie, die nu onder leiding stond van Heinrich Campendonk. Zij specialiseerde zich in mozaïek, glas in lood en muurschilderingen.
Ernee 't Hooft is nooit opgeleid in de textielkunst. In 1934 maakte zij haar eerste werkje in textiel. Zij kreeg in haar ontwikkeling ondersteuning van de Duitse textielkunstenares Joanna Wichmann, die van 1928 tot 1939 in Amsterdam werkzaam was. In 1937 kreeg ‘t Hooft haar eerste officiële opdracht, namelijk om een wandkleed te maken voor de Wereldtentoonstelling van 1937 te Parijs. Zij kreeg voor dit werk een gouden medaille, maar pas na een overzichtstentoonstelling van haar werk in 1945 kreeg zij grotere bekendheid. In dat laatste jaar trouwde zij met de architect Jan van der Linden (1907-1993). Samen met hem richtten zij in 1966 de antroposofische Iona Stichting op, die een brug wil vormen tussen maatschappelijke vernieuwing, kunst en antroposofie. Tot hun overlijden woonden zij in Leersum. 
Ernee 't Hooft overleed in november 2004. Zij deelt haar graf in Amerongen met haar echtgenoot Jan van der Linden en de kunstenares Atie Siegenbeek van Heukelom (1913-2002).

## Werk

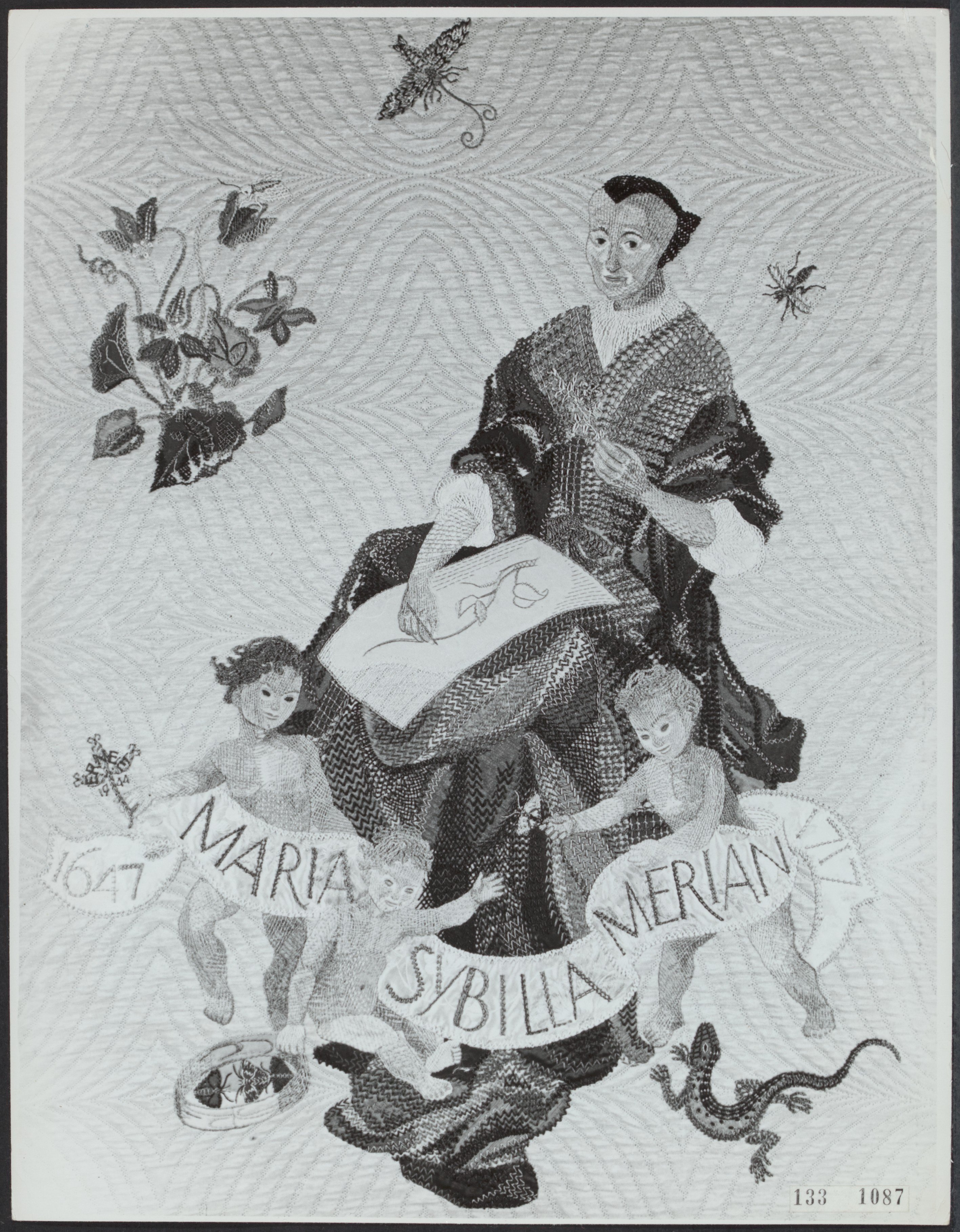
Ernee 't Hooft: wandkleed met Maria Sibylla Merian

Ernee 't Hooft behoort tot de bekendste Nederlandse borduursters die werkten in de primitieve stijl die bekend is geworden onder de naam Duitse school. De belangrijkste vertegenwoordigers van deze school zijn Joanna Wichmann en Hildegard Brom-Fischer. Ernee 't Hooft werd vooral bekend door haar wandkleden, waarop in diverse borduurtechnieken, met een beperkt gebruik van applicaties, figuren en verhalende taferelen werden uitgebeeld. Vrouwenleven vormde een belangrijk thema in haar werk. Zo maakte zij bijvoorbeeld wandkleden rond de kunstenaressen Marie Bashkirtseff en Maria Sibylla Merian. De kunstcriticus Jan Engelman wijdde in 1947 een lovende monografie aan haar werk, waarbij hij vooral aandacht besteedde aan haar goede tekenvaardigheid, een kwaliteit die bij veel andere textielkunstenaressen uit dezelfde tijd ontbrak. Vanaf de jaren vijftig werd weven voor haar een belangrijke techniek. 
Het Museum van Nieuwe Religieuze Kunst te Utrecht – nu opgenomen in Museum Catharijneconvent – heeft van haar een wandkleed uit 1938, voorstellende de vondst van Mozes. Het TextielMuseum in Tilburg heeft diverse ontwerptekeningen en uitgevoerde werken van haar in bezit.

## Prijzen
In 1936 kreeg 't Hooft de zilveren medaille Prix de Rome uitgereikt.